# Pranzac
Pranzac é uma comuna francesa na região administrativa da Nova Aquitânia, no departamento de Charente. Estende-se por uma área de 15,06 km². Em 2010 a comuna tinha 908 habitantes (densidade: 60,3 hab./km²).